# 金吉谢普
59°21′N 28°39′E / 59.350°N 28.650°E
金吉謝普 （羅馬化：Kingisepp）是俄羅斯列寧格勒州的城市，位於盧加河畔。2002年人口50,295人。
1384年首見於文獻，1583年歸瑞典，1703年歸沙俄。1922年以愛沙尼亞共產黨人維克托·金吉謝普命名。

## 姐妹城市
- 挪威納爾維克
- 德国薩斯尼茨
- 芬兰勞馬